# Gillois (pojazd)
Gillois – niemiecko-francuska amfibia mostowa (samobieżny most pontonowy). Konstrukcja powstała wspólnie w kooperacji Francji i Niemiec, a producentem była firma Eisenwerke Kaiserslautern (EWK).
Pojazd należał do wyposażenia armii francuskiej, pozwalający żołnierzom w krótkim czasie poprzez połączone pojazdów tworzyć mosty pontonowe. Amfibia mogła pracować też jako prom. Przystosowana była do przekraczania dróg wodnych pojazdami kołowymi i gąsienicowymi, zarówno przez most, jak i most.
Umowa na budowę amfibii podpisana została w 1955 roku, a ostatnie pojazdy ukończono w roku 1973. Łącznie wyprodukowano około 250 amfibii.

## Dane techniczne
- silnik 12-cylindrowy
- długość: 12,5 m
- szerokość: 3,2 m
- wysokość: 3,9 m
- ciężar: 29 ton